# Kurt Schmailzl
Kurt J. G. Schmailzl (* 20. Juli 1952 in München) ist ein deutscher Arzt und Sozialwissenschaftler.

## Leben
Kurt Schmailzl studierte in München und Berlin Sozialwissenschaften, Physik und Medizin sowie Kunstgeschichte. Er schloss die drei erstgenannten Studien ab und promovierte in Soziologie und Medizin. Er arbeitete zunächst auf dem Grenzgebiet von Medizin, Physik und Technik bei E. S. Bücherl in Berlin am Projekt Künstliches Herz. Seine medizinische Dissertation, in Berlin und Hershey/PA/U.S.A. entstanden, beschäftigt sich mit der Frage, ob eine Regelung des künstlichen Herzens nötig und wie sie heute möglich sei. Parallel legte er in Soziologie eine Diplomarbeit zum französischen Strukturalismus vor und promovierte anschließend in Sozialmedizin.
Als Autor arbeitete er mit Malern zusammen, die seine Texte illustrierten. Er wird als markante Figur am geografischen und kulturellen Abriss von Ost und West nach dem Fall des Eisernen Vorhangs angesehen und arbeitet in einem NGO-Beratergremium für die EU in gesundheitspolitische Fragen.
1992–2018 baute er eine neue kardiologische Klinik 60 km westlich von Berlin in der Fontanestadt Neuruppin auf.
2006 wurde er zum Honorarprofessor an der Universität Rostock ernannt. 2008 wurde er zum Professor für International Health Management und Gründungsdekan der Fakultät 'International Health Management and Life Sciences' an die University of Management and Communication (FH) in Potsdam berufen, kurz bevor diese ihre Akkreditierung durch den Wissenschaftsrat verlor.
2010–2011 war er Gründungsdekan der Fakultät "Health", zunächst an der BSP Business School Berlin, später an der MSB Medical School Berlin. 2014 wurde er zum Professor für Medizinische Soziologie und Versorgungsforschung an der Medizinischen Hochschule Brandenburg Theodor Fontane (MHB) berufen, und 2019 zum kooptierten Professor für 'Digital Care' an der gemeinsamen Fakultät für Gesundheitswissenschaften (b-tu, MHB, Uni Potsdam), Potsdam.
Nachdem er seit 2006 Lehrveranstaltungen zu "Medizin und Ethik" gehalten hatte und an den Ruppiner Kliniken von Anfang an die Komplikationskonferenz geleitet sowie dem Ethikkomitee angehört hatte, wurde er der erste Vorsitzende der Ethikkommission der neu gegründeten MHB.
Nach seinem Ausscheiden aus der Chefarztposition an den Ruppiner Kliniken 09/18 nahm er eine Position für "Strategische Projektentwicklung" am Carl-Thiem-Klinikum Cottbus, an, um den Strukturwandel in der Lausitz mitzugestalten. Er setzte sich dafür ein, die Investments (Strukturstärkungsgesetz etc.) für Medizin und Forschung zu widmen. Ein Teil dieser über 1 Mrd. € ist für die Neugründung einer (ersten) staatlich verfassten Medizinischen Fakultät im Land Brandenburg, in Cottbus vorgesehen.
K.J.G. Schmailzl ist Sprecher und Leiter diverser Forschungsverbünde (u. a. MI-I/HiGHmed: R&C.net, TEAM:exchange, THIEM:COTTBUS 5G, WIR!-2: com(m) 2020).
Er gründete 2019 eine Open-Access-Plattform (digilogJOURNAL) und ein eHealth-Center als Spin-off des digilog-Verbundvorhabens.
Seine Tätigkeitsfelder sind das "Boundaryless Hospital" und vernetzte Versorgung, Digital Care, "Digitale Ethik" und Kardiovaskuläre Genetik.

## Publikationen
- K. J. G. Schmailzl: Kardiale Ultraschalldiagnostik : Handbuch und Atlas. Blackwell, Berlin 1994, ISBN 3-89412-085-1.
- K. J. G. Schmailzl, B.-J. Hackelöer: Schwangerschaft und Krankheit. Berlin 2002, ISBN 3-89412-446-6.
- D. Fahlenkamp, K. J. G. Schmailzl: Der alternde Mann. Springer, Berlin 2000, ISBN 3-540-41518-1.
- K. J. G. Schmailzl (Hrsg.): Harrison's Innere Medizin. 13. Auflage. Blackwell, Berlin 1995, ISBN 3-89412-173-4.
- K. J. G. Schmailzl: Gesundheit und Raum. In: STADT und RAUM. (Winsen/Aller) Nr. 6, 2017, S. 334–335, ISSN 1437-5974 (online).